# Gredetin
Gredetin (en serbe cyrillique : Гредетин) est un village de Serbie situé dans la municipalité d'Aleksinac, district de Nišava. Au recensement de 2011, il comptait 532 habitants.

## Géographie

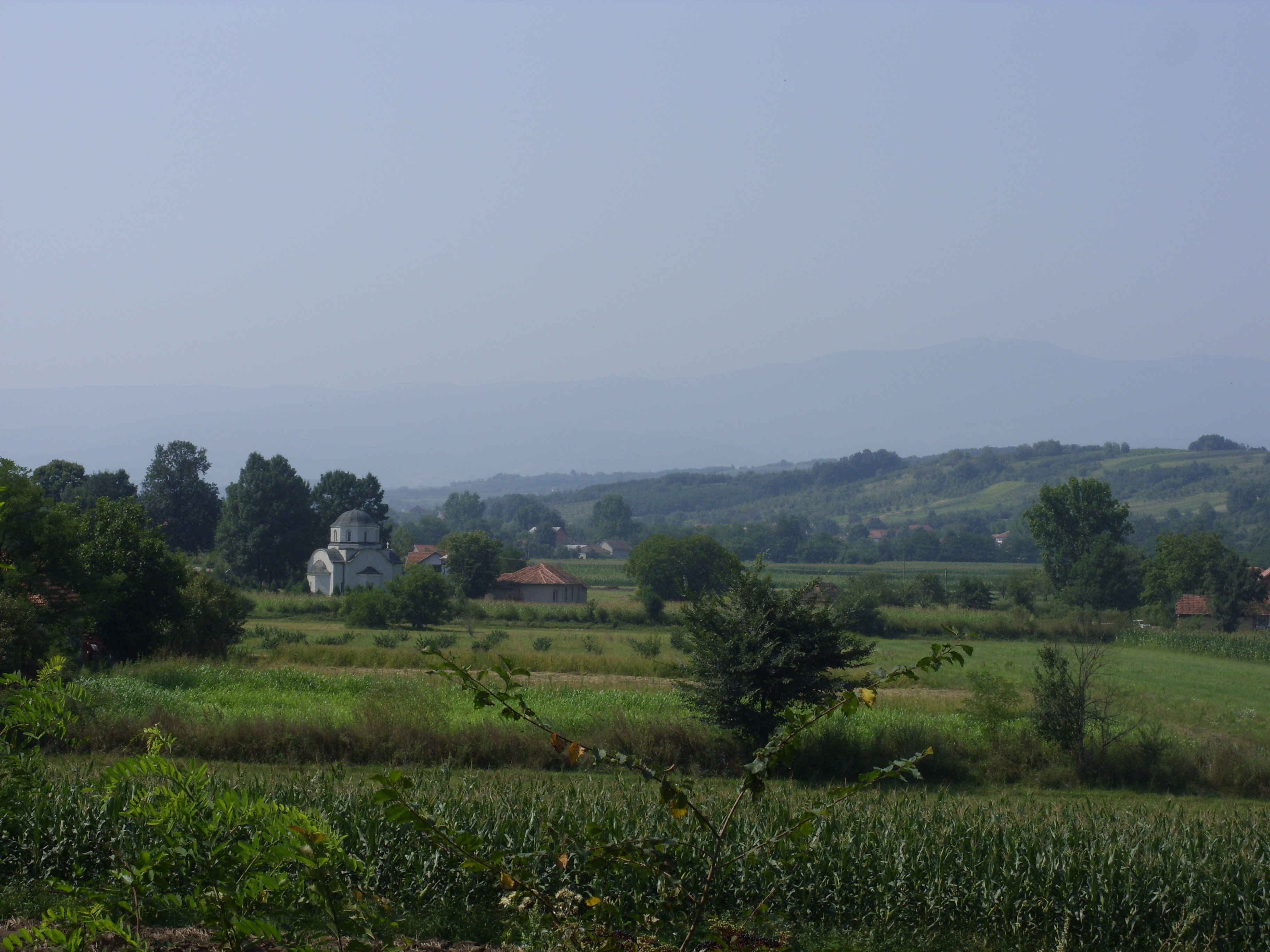
Vue générale de Gredetin

## Démographie
| 1948 | 1953  | 1961 | 1971 | 1981 | 1991 | 2002 | 2011 |
| ---- | ----- | ---- | ---- | ---- | ---- | ---- | ---- |
| 992  | 1 060 | 992  | 929  | 858  | 784  | 659  | 532  |

|  |